# Station Bytnica
Station Bytnica is een spoorwegstation in de Poolse plaats Bytnica.